# Les Bouchoux
Les Bouchoux ist eine Gemeinde im französischen Département Jura in der Region Bourgogne-Franche-Comté. Es gehört zum Kanton Coteaux du Lizon im Arrondissement Saint-Claude.

## Geographie
Les Bouchoux liegt auf 950 m, etwa zehn Kilometer südsüdwestlich der Stadt Saint-Claude (Luftlinie). Das Bauerndorf erstreckt sich im Jura, auf einem Geländevorsprung am östlichen Talhang des Tacon, am Fuß der Höhe des Croix des Couloirs.
Die Fläche des 21,71 km² großen Gemeindegebiets umfasst einen Abschnitt des französischen Juras. Der zentrale Teil wird vom tief eingeschnittenen Erosionstal des Tacon eingenommen, welcher ganz im Süden des Gemeindeareals entspringt, nach Norden fließt und sein Wasser der Bienne zuführt. Das an seiner Oberkante maximal 1,5 km breite Tal ist canyonartig in die Hochflächen der Hautes-Combes eingesenkt und weist an der nördlichen Gemeindegrenze eine Tiefe von 400 m auf. Die oberen Talhänge sind sehr steil ausgeprägt und werden von Felsbändern durchzogen (widerstandsfähige Kalksteinschicht).
Im Osten reicht der Gemeindeboden bis auf die Oberkante des Tacon-Tals (Les Couloirs). Im Bereich des Croix des Couloirs wird mit 1230 m die höchste Erhebung von Les Bouchoux erreicht. Der westliche Gemeindeteil erstreckt sich auf dem ausgedehnten, teils bewaldeten (Bois des Ecollets, Bois de Banc), teils mit Weideland bestandenen Hochplateau der Hautes-Combes, das hier auf durchschnittlich 1000 m liegt. Das Gemeindegebiet ist Teil des Regionalen Naturparks Haut-Jura (frz.: Parc naturel régional du Haut-Jura).
Zu Les Bouchoux gehören neben dem eigentlichen Ort auch zahlreiche Weiler und Hofgruppen, darunter:
- Très-la-Ville (980 m) am östlichen Talhang des Tacon
- La Serra (1010 m) am westlichen Talhang des Tacon
- Tailla (900 m) in einer muldenartigen Vertiefung auf dem Plateau westlich des Tacon
- Désertin (995 m) auf dem Plateau westlich der Höhe des Bois de Banc

Nachbargemeinden von Les Bouchoux sind Coiserette im Norden, La Pesse im Osten, Belleydoux im Süden sowie Viry, Choux und Vulvoz im Westen.

## Geschichte
Verschiedene Funde weisen darauf hin, dass das Gemeindegebiet von Les Bouchoux bereits während der Römerzeit besiedelt war. Im 12. Jahrhundert wurde das Priorat Cutture gegründet, das vom Kloster Saint-Claude abhängig war. Es wurde im 16. Jahrhundert in eine Kommende umgewandelt und 1639 von französischen Truppen zerstört. Zusammen mit der Franche-Comté gelangte Les Bouchoux mit dem Frieden von Nimwegen 1678 an Frankreich. Zu einer Gebietsveränderung kam es 1832, als La Pesse von Les Bouchoux abgetrennt und zu einer selbständigen Gemeinde erhoben wurde.

## Sehenswürdigkeiten
Die Dorfkirche, am äußeren Ende des Vorsprungs von Les Bouchoux gelegen, wurde im 19. Jahrhundert errichtet. Unterhalb des Dorfes befindet sich die Kapelle des ehemaligen Priorates.

## Bevölkerung
| Jahr                       | 1962 | 1968 | 1975 | 1982 | 1990 | 1999 | 2006 | 2017 |
| Einwohner                  | 375  | 319  | 283  | 250  | 268  | 280  | 321  | 317  |
| Quellen: Cassini und INSEE |      |      |      |      |      |      |      |      |

Mit 313 Einwohnern (Stand 1. Januar 2022) gehört Les Bouchoux zu den kleinen Gemeinden des Départements Jura. Nachdem die Einwohnerzahl in der ersten Hälfte des 20. Jahrhunderts markant abgenommen hatte (1901 wurden noch 900 Personen gezählt), wurde seit Beginn der 1980er Jahre wieder eine leichte Bevölkerungszunahme verzeichnet.

## Wirtschaft und Infrastruktur
Les Bouchoux war bis weit ins 20. Jahrhundert hinein ein vorwiegend durch die Landwirtschaft, insbesondere Viehzucht und Milchwirtschaft, sowie durch die Forstwirtschaft geprägtes Dorf. Noch heute leben die Bewohner zur Hauptsache von der Tätigkeit im ersten Sektor. Außerhalb des primären Sektors gibt es nur wenige Arbeitsplätze im Dorf.
Die Gegend um Les Bouchoux gilt als beliebtes Erholungs- und Ausflugsgebiet im Hochjura. Im Winter profitiert das Dorf auch vom Tourismus, wenn auf dem Plateau der Hautes-Combes Skilanglauf betrieben werden kann.
Die Ortschaft liegt abseits der größeren Durchgangsstraßen an einer Departementsstraße, die von Saint-Claude nach Saint-Germain-de-Joux führt. Weitere Straßenverbindungen bestehen mit Viry, La Pesse und Les Moussières.